# Сарипул (провинција)
Сарипул, познат и као Сари Пул или Сарипол, је једна од 34 Провинције Авганистана. Налази се на сјеверу земље. Има површино од скоро 16.000 квадратних километара и насељена је са око 600.000 становника. Главни град провинције је истоимени Сарипул.